# Semiothisa geminilinea
Semiothisa geminilinea är en fjärilsart som beskrevs av Louis Beethoven Prout 1932. Semiothisa geminilinea ingår i släktet Semiothisa och familjen mätare. Inga underarter finns listade i Catalogue of Life.